# Władcy Friuli
Książęta i margrabiowie Friuli byli władcami Księstwa i Marchii Friuli w średniowieczu.
Daty podane poniżej, gdy sporne, są dyskutowane w artykułach odpowiednich władców.

## Książętalongobardzcy
- ok. 569–ok. 580 Gisulf I
- ok. 590 Grasulf I
- ok. 591–ok. 611 Gisulf II
- ok. 611–ok. 625 Tasso
- ok. 611–ok. 625 Kakko
- ok. 625–651 Grasulf II
- ok. 651–ok. 663 Ago
- 663–666 Lupus
- 666         Arnefrit
- 666–678 Wechtar
- 678–?       Landar
- ?–694       Rodoald
- 694         Ansfrid
- 694–705 Ado
- 705         Ferdulf
- 705–706 Corvulus
- 706–739 Pemmo
- 739–744 Ratchis, również król Longobardów
- 744–749 Aistulf, również król Longobardów
- 749–751 Anzelm (zm. 805)
- 751–774 Piotr
- 774–776 Hrodgaud

## Mianowani przezKarolingów

### Książęta
- 776-787 Marcarius
- 789-799 Eryk
- 799-808 Hunfryd
- 808-817 Aio
- 817-819 Cadolah
- 819-823 Baldryk

### Margrabiowie
- 846-863 Eberhard (również dux Foroiuli) zobacz też Evrard
- 863-874 Unroch III
- 874-888 Berengar, również cesarz rzymski
- 891-896 Walfred